# جائزة غرامي لأغنية العام
جائزة الغرامي لأغنية العام (Grammy award for song of the year) هي جائزة تقدم سنويا من قبل الأكاديمية الوطنية لتسجيل الفنون والعلوم ضمن حفل توزيع جوائز الغرامي.تقدم لأفضل أغنية تواجدت علي مدار السنة.